# Aeroporto Internazionale di Tabriz
L'aeroporto internazionale di Tabriz (in persiano فرودگاه بین المللی تبریز‎) (IATA: TBZ, ICAO: OITT) è l'aeroporto principale di Tabriz in Iran. La pista dell'aeroporto viene utilizzata anche dalla Tactical Air Base 2 della Repubblica islamica dell'Iran Air Force.

## Incidenti
- Il 6 giugno 2018 il Tapandegan (Palpitaters in persiano), un gruppo iraniano di hacker, ackerò i monitor di arrivo e partenza all'aeroporto internazionale di Tabriz, mostrando un messaggio di protesta contro “lo spreco di risorse iraniane" ed esprimendo sostegno ai camionisti iraniani che avevano scioperato per diverse settimane.[1][2]
- Il 13 Giugno 2025 l’aeroporto viene distrutto a seguito di alcuni bombardamenti avanzati dall’esercito israeliano.